# Chris Selleslagh
Chris Selleslagh (Vilvoorde, 6 november 1954) is Open Vld-politicus en was van 2019 tot 2022 burgemeester van Grimbergen. Selleslagh studeerde aan het Rijks Instituut Technisch Onderwijs (R.I.T.O.) in Vilvoorde.
Op 1 december 2016 ging Chris Selleslagh op 62-jarige leeftijd op pensioen als ICT-verantwoordelijke voor systeemsoftware op mainframes bij het Grimbergse Caterpillar. Op 3 december 2016 kreeg hij een beroerte en hing z'n leven aan een zijden draadje. Zijn dochter, Ann Selleslagh, is ook politiek actief binnen de Open VLD.

## Gemeenteraadslid
Selleslagh is sinds 1989 gemeenteraadslid.

## Schepen
Vanaf 2001 was hij drie legislaturen telkens schepen van Openbare Werken (en ook informatica en land- en tuinbouw). Sinds 1 januari 2007 tot 1 januari 2019 was hij eerste schepen.

## Burgemeester (2019-2022)
Bij de gemeenteraadsverkiezingen van 2018 kon hij zijn ambitie om van Open Vld de grootste partij in Grimbergen te maken, niet waarmaken (het stemmenpercentage daalde zelfs lichtjes ten opzichte van 2012). Selleslagh kreeg 1208 voorkeurstemmen, ver onder de hoogste score van Bart Laeremans van Vernieuwing (3498 voorkeurstemmen). Toch werd hij burgemeester in de coalitie die gevormd werd met Vernieuwing en N-VA. Op 21 december 2018 legde hij de eed af in handen van gouverneur Lodewijk De Witte.
In 2020 kwam er tijdens zijn mandaat een oplossing in de 50 jaar oude juridische strijd tussen het gemeentebestuur en de Ukkelse notaris Robert Verbruggen (†2002) aangaande de Sparrenlaan. 
Tijdens zijn mandaat vatte het Grimbergse schepencollege het plan op om het gebouw van de voormalige jongensschool van architect Henri Jacobs (1864-1935) te slopen om plaats te kunnen maken voor een uitbreiding van het gemeentehuis. Iets later kwam er ook een plan om een ondergrondse parking met winkelruimte naast het Prinsenbos te bouwen en die uit te besteden aan Jumbo. Tegen beide voornemens kwam er bijzonder veel kritiek vanuit de bevolking.
In april 2020 besliste Selleslagh om het gemeentehuis van Beigem, dat tijdens de storm Ciara  beschadigd geraakte, geheel af te breken. Na protest van de bevolking moest hij echter zijn besluit intrekken.
Op 5 oktober 2020 besliste hij samen met de schepen bevoegd voor afvalbeleid en het schepencollege (Open Vld/Vernieuwing/N-VA) toe te treden tot de intercommunale Incovo voor de exploitatie van de recyclageparken en het sluikstortbeleid. Die beslissing werd bekrachtigd tijdens de gemeenteraad van 28 januari 2021. Hierdoor raakte het afvalbeleid van de gemeente Grimbergen opgesplitst, want de huisvuilophaling, de inzameling van glas door middel van glasbollen en het verwerken van grofvuil, de Fost Plus-fractie en de fracties van de recyclageparken, bleef in handen van Intradura. Het recyclagepark in Strombeek werd eind 2021 gesloten. Intradura betwistte deze beslissing van de gemeente en kreeg in juni 2023 gelijk bij de Raad van State, waardoor de gemeente zich genoodzaakt zag om opnieuw te onderhandelen met Intradura.
Selleslagh gaf in 2022 toestemming dat het house-- en techno-festival Voodoo Village, dat sinds 2017 jaarlijks in beschermd Natura 2000-gebied wordt georganiseerd, mocht uitbreiden naar twee in plaats van één festivaldag.
In de lente van 2022 trachtte hij samen met voorzitter Patrick Van Binst om de N-VA te ruilen voor de CD&V, maar dit draaide averechts uit: Vernieuwing, CD&V en N-VA dienden in mei 2024 een collectieve motie van wantrouwen in om een nieuwe meerderheid te vormen waardoor Bart Laeremans hem in augustus 2022 als burgemeester opvolgde.

## Barsten binnen de lokale Open VLD fractie
In december 2023 kondigden twee van de zes gemeenteraadsleden van Open VLD aan dat ze voortaan als onafhankelijke leden gingen zetelen. Een discussie over het lijsttrekkerschap lag mee aan de basis van hun vertrek. Uiteindelijk kreeg de dochter van Selleslagh het lijsttrekkerschap voor de gemeenteraadsverkiezingen van 2024.